# Monte Orsaro
Monte Orsaro este o arie protejată (arie specială de conservare — SAC, sit de importanță comunitară — SCI) din Italia întinsă pe o suprafață de 1.979 ha, integral pe uscat.

## Localizare
Centrul sitului Monte Orsaro este situat la coordonatele 44°23′32″N 9°58′12″E / 44.392222°N 9.97°E.

## Înființare
Situl Monte Orsaro a fost declarat sit de importanță comunitară în iunie 1995 pentru a proteja 1 specie de plante și 6 specii de animale. Situl a fost protejat și ca arie specială de conservare în decembrie 2016.

## Biodiversitate
Situată în ecoregiunea continentală, aria protejată conține 14 habitate naturale: Păduri aluvionare cu Alnus glutinosa și Fraxinus excelsior (Alno-Padion, Alnion incanae, Salicion albae), Grohotișuri termofile și vest-mediteraneene, Grohotișuri silicioase de la nivelul montan până la nivelul zăpezii (Androsacetalia alpinae și Galeopsietalia ladani), Fânețe de joasă altitudine (Alopecurus pratensis, Sanguisorba officinalis), Păduri panonice-balcanice de stejar turcesc - stejar sesil, Păduri de Castanea sativa, Lacuri eutrofice naturale cu vegetație de tip Magnopotamion sau Hydrocharition, Pajiști alpine și boreale, Păduri de fag Luzulo-Fagetum, Pajiști alpine și subalpine calcaroase, Pajiști uscate europene, Pajiști boreale și alpine pe substrat silicios, Roci stâncoase cu vegetație pionieră de Sedo-Scleranthion sau Sedo albi-Veronicion dillenii, Pante stâncoase silicioase cu vegetație casmofită.
La baza desemnării sitului se află mai multe specii protejate:
- plante (1): Primula apennina
- păsări (5): acvilă de munte (Aquila chrysaetos), vânturel roșu (Falco tinnunculus), ciocârlie de pădure (Lullula arborea), mierlă de piatră (Monticola saxatilis), pietrar sur (Oenanthe oenanthe)
- amfibieni (1): Triturus carnifex

Pe lângă speciile protejate, pe teritoriul sitului au mai fost identificate 11 specii de plante, 4 specii de mamifere.